# Lei de Concessão de Plenos Poderes de 1933

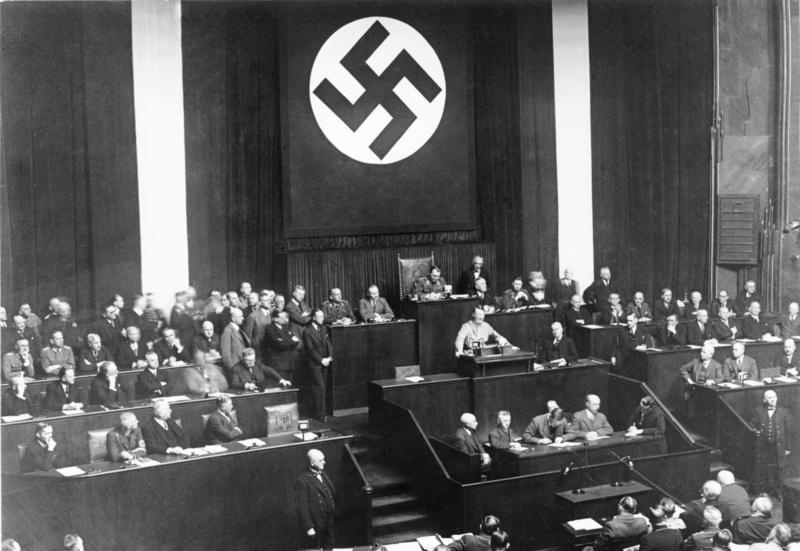
Discurso de Hitler no Reichstag promovendo a lei.

A Lei de Concessão de Plenos Poderes de 1933 ou Lei habilitante de 1933 (em alemão: Ermächtigungsgesetz) foi aprovada pelo Reichstag da Alemanha e assinada pelo Presidente Paul von Hindenburg em 23 de março de 1933. Foi o segundo grande passo, após o Decreto do Incêndio do Reichstag, através do qual o chanceler Adolf Hitler obteve legalmente plenos poderes, estabelecendo assim a sua ditadura.
O nome formal da Lei habilitante é Gesetz zur Behebung der Not von Volk und Reich (em português: Lei para sanar a aflição do Povo e da Nação).
A Lei foi aprovada graças ao votos decisivos do Partido do Centro Católico. O Partido Nazi e o Partido Popular Nacional Alemão (coligado aos nazistas) formavam 52% do Reichstag, mas essa porcentagem era insuficiente para aprovar a Lei Habilitante. A Lei só poderia ser aprovada por 67% do Reichstag. Hitler negociou com o Partido do Centro Católico (Zentrum), no intuito de que os membros deste partido votassem em favor da Lei. O Zentrum e a Igreja Católica (que chefiava o Zentrum) concordaram, desde que governo alemão assinasse uma Concordata com o Papa. Hitler aceitou a proposta.  A concordata (Reichskonkordat) foi finalmente assinada por Pacelli em nome do Vaticano e por von Papen em nome da Alemanha em 20 de julho. Pouco antes a Alemanha assinou acordos semelhantes com as igrejas protestantes alemãs, dando origem à Igreja do Reich.

## Discurso de Hitler antes da aprovação da Lei

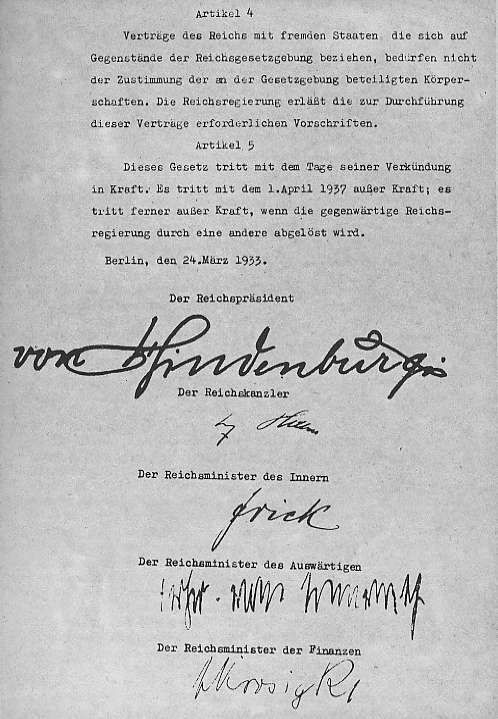
Lei - Página 2 com assinaturas

No seu discurso no Reichstag, logo antes da aprovação da Lei Habilitante, Adolf Hitler disse:
Pela sua decisão de realizar a faxina política e moral da nossa vida pública, o governo está criando e garantindo as condições para uma vida religiosa realmente profunda e íntima. As vantagens para o indivíduo que eventualmente se obtivesse, transigindo com as organizações ateias, de forma alguma se comparam com as evidentes consequências da destruição dos nossos valores religiosos e éticos compartilhados.

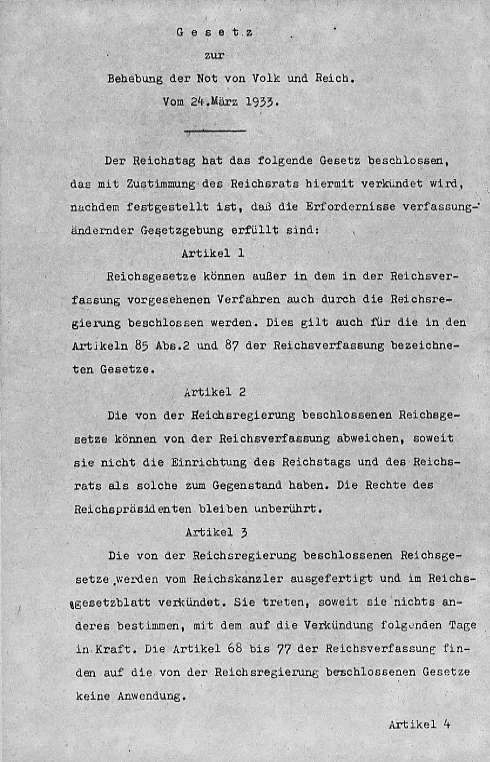
Lei - página 1

As demais confissões receberão do governo a justiça objetiva e imparcial. Mas não há como tolerar que o fato de serem aderentes a determinado culto ou membros de determinada raça importe na isenção das obrigações comuns, ou como cheque em branco que garanta a impunidade ou a tolerância de crimes. [O governo nacional permitirá e garantirá aos cultos cristãos o gozo da sua devida influência nas escolas e na educação.] Ademais, se preocupará com a sincera colaboração entre a Igreja e o Estado.

A peleja contra a ideologia materialista e a construção de uma verdadeira comunidade popular (Volksgemeinschaft) atende igualmente os interesses da nação alemã e os da nossa fé cristã. (...) O governo nacional, percebendo no cristianismo o firme alicerce da moralidade e ética do nosso povo, percebe como de primeira importância o fomento e a manutenção das mais amistosas relações com a Santa Sé. (...) Os direitos das igrejas não serão cerceados; tampouco mudará a sua relação ao estado político.

## Texto da Lei
O Reichstag pôs em prática a seguinte lei, que é proclamada com o consentimento do Reichsrat, tendo sido estabelecido que os requisitos para uma emenda constitucional foram atendidos:
Artigo 1 - Além do procedimento estabelecido pela Constituição, as leis do Reich também podem ser emitidas pelo governo do Reich. Isso inclui as leis referidas nos artigos 85, parágrafo 2 e artigo 87 da Constituição.
Artigo 2 - As leis emitidas pelo governo do Reich podem diferir da Constituição, desde que não contradigam as instituições do Reichstag e Reichsrat. Os direitos do presidente permanecem inalterados.
Artigo 3 - As leis emitidas pelo governo do Reich devem ser promulgadas pelo Chanceler e publicadas no jornal oficial do Reich. Tais leis entrarão em vigor no dia seguinte à publicação, a menos que uma data diferente seja indicada. Os artigos 68 a 77 da Constituição não se aplicam às leis emitidas pelo governo do Reich.
Artigo 4 - Os tratados concluídos pelo Reich com estados estrangeiros,  que afetem assuntos da legislação do Reich, não precisarão da aprovação das câmaras legislativas. O governo do Reich deve promulgar as regras necessárias para a execução de tais tratados.
Artigo 5 - Esta lei entra em vigor no dia de sua publicação. Expira em 1 de abril de 1937 ou se o atual governo do Reich foi substituído por outro.

## Discurso de Otto Wels durante a discussão da Lei
Com os comunistas retirados de cena,  o líder do social-democrata SPD, Otto Wels, foi a única pessoa que discursou contra a Lei de Plenos Poderes de Hitler quando foi debatida em 23 de Março de 1933. A Lei permitiu legalmente a ditadura de Hitler, permitindo que os nazistas contornassem  o parlamento por um período de quatro anos (sempre renovado até ao fim da guerra). Wels exilou-se em Junho de 1933 e morreu na França em 1939.
No dia da votação dos plenos poderes de Adolf Hitler, O. Wels, representando o SPD, proferiu o seguinte discurso:
"(...) Depois da repressão vivida recentemente, ninguém pode exigir que o Partido Social Democrata vote a favor deste ato. As eleições de 5 de Março deram ao novo governo os meios para garantir que o espírito da Constituição fosse rigorosamente respeitado. Porque esta possibilidade existe, é necessário aplicá-la. Os debates e as críticas são igualmente necessários. Nunca antes, na história do Estado alemão, o controlo dos assuntos públicos foi tão prejudicado pelos representantes do povo que chegou ao ponto em que nos encontramos agora: oferecer plenos poderes. Um governo tão omnipotente enfrentará as piores dificuldades, e escusado será dizer que a liberdade pública será esmagada.
O que está a acontecer hoje na Alemanha é descrito de uma forma muito sombria no exterior. Como sempre neste tipo de situação, não há necessidade de hipérboles. Em nome do meu partido, declaro que não pedimos ajuda a Paris, nem colocámos milhões de marcos em Praga ou espalhámos mentiras no estrangeiro. Podemos refutar estas acusações se não formos impedidos... Temos de restaurar a segurança jurídica, e a mesma para todos!
Estes cavalheiros do partido nazi apelam a uma revolução nacional, desencadeada pelas suas acções, e não a uma nacional-socialista. A única relação desta Revolução com o Socialismo é a vontade de esmagar todo o movimento social-democrata, que vem trazendo todos os benefícios há duas gerações: estes serão mantidos.
Se estes cavalheiros do partido nazi quisessem impor leis sociais, em momento algum precisariam de plenos poderes, sendo suficiente a sua esmagadora maioria nesta assembleia. E, no entanto, quereis fazer o Estado desaparecer a favor da vossa Revolução. No entanto, destruir o que existe não é revolucionário. As pessoas estão à espera de resultados. Ele quer medidas radicais contra a terrível miséria econômica que domina não só na Alemanha, mas em todo o mundo.
Nós, sociais-democratas, assumimos a co-responsabilidade do governo nos dias mais negros e atiraram-nos pedras por isso. O nosso historial para a reconstrução do Estado e da sua economia e para a libertação das regiões ocupadas em torno do Reno ficará na história. Criámos a igualdade de direitos e os direitos sociais laborais. Criámos uma Alemanha onde o Príncipe e os Barões, mas também os trabalhadores comuns, podem participar no governo do Estado.
Da mesma forma, a vossa  Revolução vos levará a abandonar o vosso próprio guia. É inútil tentar virar a roda da história de cabeça para baixo.
Nós, os social-democratas, sabemos que não podemos derrubá-los por meios jurídicos e legais. Vemos o vosso golpe de força e a vossa presença maciça aqui. Mas a consciência jurídica  do povo é um poder político, e nunca deixaremos de o lembrar.
A constituição da República de Weimar não é socialista. Mas estamos em conformidade com os princípios do Estado de direito, da igualdade de direitos e do direito social. Nós, sociais-democratas alemães, neste momento tristemente histórico, professamos as ideias de humanidade e justiça, liberdade e socialismo. Nenhuma lei sobre plenos poderes vos  dá poder sobre tais idéias, eternas e indestrutíveis.

Hoje, estamos, portanto, indefesos, mas não sem honra. »